# 妮图·梅赫拉达·巴戈蒂亚
妮图·梅赫拉达·巴戈蒂亚（英語：Neetu Mehrada Bhagotia，1981年2月15日—），印度外交官，现任印度驻澳大利亞布里斯班总领事。

## 經歷
妮图·梅赫拉达·巴戈蒂亚生於1981年2月15日。她毕业于新德里迈特雷伊学院（Maitreyi College），并在拉贾斯坦大学获得政治学硕士学位。
2007年加入印度外事服務。她曾在印度驻不丹和俄罗斯的使团任职。在新德里的印度外交部，她曾在西欧司、中欧司以及政策规划与研究司工作，深入参与印度与包括英国、法国、葡萄牙、意大利、丹麦、希腊、瑞士、波兰等在内的欧洲国家的合作事务。在使馆工作期间，她负责政治、行政以及新闻与信息事务。在印度驻不丹使馆，她还担任了印度—不丹基金会秘书一职，该基金会成立于2003年，旨在通过在教育、文化、科学和技术领域的活动促进两国民众间的交流。2021年4月至2024年3月，任斋浦尔地区护照官，负责拉贾斯坦邦的护照与领事服务事务。
2024年4月23日起任印度駐布里斯班總領事。印度駐布里斯班總領事館爲新設領館，於該年11月4日正式開館。

## 個人生活
巴戈蒂亚会说印地语、英语和俄语，爱好阅读、瑜伽和羽毛球。已婚并育有一女。